# Чедоле (Венеција)
Чедоле (итал. Cedole) је насеље у Италији у округу Венеција, региону Венето.
Према процени из 2011. у насељу је живело 35 становника. Насеље се налази на надморској висини од 4 м.